# São José do Rio Pardo
São José do Rio Pardo est une ville brésilienne de l'État de São Paulo.

## Personnalités liées à la ville
- Gabriel Vinícius de Oliveira Martins (1992-), réalisateur brésilien.